# Kálmán Hazai
Kálmán Hazai (Târgu Mureș, 17 juli 1913 - Kopenhagen, 21 december 1996) was een Hongaars waterpolospeler.
Kálmán Hazai nam als waterpoloër eenmaal deel aan de Olympische Spelen in 1936. Tijdens het toernooi speelde hij alle vijf de wedstrijden. Hij veroverde een gouden medaille.
In de competitie kwam Hazai uit voor Magyar Testgyakorlók Köre.
Jenő Brandi · 
Mihály Bozsi · 
György Bródy · 
Olivér Halassy · 
Kálmán Hazai · 
Márton Homonnai · 
György Kutasi · 
István Molnár · 
János Németh · 
Miklós Sárkány · 
Sándor Tarics